# Championnats du Panama de cyclisme sur route
Les championnats du Panama de cyclisme sur route sont organisés tous les ans. Depuis 2009, l'épreuve du contre-la-montre est au programme.

## Hommes

### Podiums de la course en ligne
| Année | Vainqueur          | Deuxième           | Troisième          |
| ----- | ------------------ | ------------------ | ------------------ |
| 2001  | Jonathan Torres    | Edwin González     | Saúl Bethancourt   |
| 2002  | Jonathan Torres    | Mario Ríos         | Eibar Villareal    |
| 2003  | Saúl Bethancourt   | Richard González   | Guillermo Miranda  |
| 2004  | Edwin González     |                    |                    |
| 2005  | Edwin González     | Guillermo Miranda  | Jair Suira         |
| 2006  | Maicol Rodríguez   | Edwin González     | Mohamed Méndez     |
| 2008  | Jonathan Torres    | Jair Suira         | Fernando Ureña     |
| 2009  | Fernando Ureña     | Eibar Villareal    | Hinol Hidalgo      |
| 2011  | Nicolás Tenorio    | Fabián Pino        | Jorge González     |
| 2012  | José Rodríguez     | Jorge Castelblanco | Hinol Hidalgo      |
| 2013  | Javier Ríos        | Maicol Rodríguez   | José de León       |
| 2014  | Fernando Ureña     | Jorge Castelblanco | Roberto González   |
| 2015  | Jorge Castelblanco | Maicol Rodríguez   | José Rodríguez     |
| 2016  | Fernando Ureña     | Francisco González | Franklin Archibold |
| 2017  | Christofer Jurado  | Mohamed Méndez     | Franklin Archibold |
| 2018  | Christofer Jurado  | Roberto González   | Jorge Castelblanco |
| 2019  | Jorge Castelblanco | Christofer Jurado  | Bolívar Espinosa   |
| 2020  | Christofer Jurado  | Bolívar Espinosa   | Randish Lorenzo    |
| 2021  | Franklin Archibold | Christofer Jurado  | Alex Strah         |
| 2022  | Bolívar Espinosa   | Alex Strah         | Randish Lorenzo    |
| 2023  | Randish Lorenzo    | Franklin Archibold | Sandi Guerra       |
| 2024  | Franklin Archibold | Pablo Vásquez      | Christofer Jurado  |
| 2025  | Roberto González   | Carlos Samudio     | Franklin Archibold |

Multi-titrés
- 3 : Christofer Jurado, Fernando Ureña, Jonathan Torres
- 2 : Franklin Archibold, Jorge Castelblanco, Edwin González

### Podiums du contre-la-montre
| Année | Vainqueur          | Deuxième           | Troisième           |
| ----- | ------------------ | ------------------ | ------------------- |
| 2009  | Mohamed Méndez     | Leonel Juárez      | Juan Gaudeano       |
| 2011  | Ramón Carretero    | Mohamed Méndez     |                     |
| 2012  | Ramón Carretero    | David Pareja       | Héctor Zepeda       |
| 2013  | Héctor Zepeda      | Maicol Rodríguez   | Ramón Carretero     |
| 2014  | Yelko Gómez        | Héctor Zepeda      | Jorge Castelblanco  |
| 2015  | Yelko Gómez        | Roberto González   | Héctor Zepeda       |
| 2016  | Héctor Zepeda      | Alcides Miranda    | Rubén Samudio       |
| 2017  | Franklin Archibold | Mohamed Méndez     | Christofer Jurado   |
| 2018  | Franklin Archibold | Yelko Gómez        | Carlos Samudio      |
| 2019  | Christofer Jurado  | Jorge Castelblanco | Alex Strah          |
| 2020  | Christofer Jurado  | Franklin Archibold | Bolívar Espinosa    |
| 2021  | Christofer Jurado  | Franklin Archibold | Bolívar Espinosa    |
| 2022  | Franklin Archibold | Christofer Jurado  | Bolívar Espinosa    |
| 2023  | Bolívar Espinosa   | Franklin Archibold | David de Jesús Díaz |
| 2024  | Franklin Archibold | Christofer Jurado  | Bolívar Espinosa    |
| 2025  | Carlos Samudio     | Franklin Archibold | Roberto González    |

Multi-titrés
- 4 : Franklin Archibold
- 3 : Christofer Jurado
- 2 : Ramón Carretero, Yelko Gómez, Héctor Zepeda

## Femmes

### Podiums de la course en ligne
| Année | Vainqueur              | Deuxième              | Troisième              |
| ----- | ---------------------- | --------------------- | ---------------------- |
| 2014  | Yineth Kellyam Cubilla | Emma Jorge            | Shaina Rodriguez       |
| 2015  | Yineth Kellyam Cubilla | Ana Victoria Gonzalez | Ninoska Valdelamar     |
| 2016  | Yineth Kellyam Cubilla | Ana Victoria Gonzalez | Emma Jorge             |
| 2017  | Fernanda Mendez        | Argelis Judith Bernal | Yineth Kellyam Cubilla |
| 2018  | Yineth Kellyam Cubilla | Annibel Pietro        | Shaina Rodriguez       |
| 2019  | Shaina Rodriguez       | Argelis Judith Bernal |                        |
| 2020  |                        |                       |                        |
| 2021  | Wendy Ducreux          | Valeska Dominguez     | Sanchez Sanchez        |
| 2022  | Wendy Ducreux          | Cristina Mata         | Annibel Pietro         |
| 2023  | Wendy Ducreux          | Kimberly Wing         | Maraya Lopez           |
| 2024  | Wendy Ducreux          |                       |                        |

Multi-titrées
- 4 : Yineth Cubilla
- 3 : Wendy Ducreux

### Podiums du contre-la-montre
| Année | Vainqueur              | Deuxième                | Troisième             |
| ----- | ---------------------- | ----------------------- | --------------------- |
| 2014  | Emma Jorge             | Yineth Kellyam Cubilla  |                       |
| 2015  | Yineth Kellyam Cubilla | Ana Victoria Gonzalez   | Emma Jorge            |
| 2016  | Yineth Kellyam Cubilla | Emma Jorge              | Argelis Judith Bernal |
| 2017  | Annibel Pietro         | Yineth Kellyam Cubilla  | Patricia Acosta       |
| 2018  | Annibel Pietro         | Argelis Judith Bernal   |                       |
| 2019  | Argelis Judith Bernal  | Alexandra Porta Humbert | Shaina Rodriguez      |
| 2020  |                        |                         |                       |
| 2021  | Cristina Mata          | Wendy Ducreux           | Valeska Dominguez     |
| 2022  | Cristina Mata          | Wendy Ducreux           | Annibel Pietro        |
| 2023  | Annibel Pietro         | Wendy Ducreux           | Ericka Sanchez        |
| 2024  | Wendy Ducreux          |                         |                       |

Multi-titrées
- 3 : Cristina Mata, Anibel Pietro
- 2 : Yineth Cubilla

## Espoirs Hommes

### Podiums de la course en ligne
| Année | Vainqueur          | Deuxième           | Troisième           |
| ----- | ------------------ | ------------------ | ------------------- |
| 2008  | Jorge Castelblanco | Yelko Gómez        | Maicol Rodríguez    |
| 2011  | Nicolás Tenorio    | Fabián Pino        |                     |
| 2012  | Alcides Miranda    | David Pareja       |                     |
| 2013  | Javier Ríos        | José Luis Pineda   | Francisco González  |
| 2014  | Roberto González   | Carlos Arauz       | Cáliz Villalaz      |
| 2015  | Cali Villalaz      | Nolberto Hernández | Roberto González    |
| 2016  | Franklin Archibold | Abdul Lorenzo      | Carlos Samudio      |
| 2017  | Christofer Jurado  | Franklin Archibold | Abdul Lorenzo       |
| 2018  | Franklin Archibold | Carlos Samudio     | Juan Carlos Camargo |
| 2019  | Carlos Samudio     | Abdul Lorenzo      | Augusto González    |
| 2020  | Joseph Samudio     | Roberto Herrera    | Allan Jaramillo     |
| 2021  | Roberto Herrera    | Hernán Águilar     | Nehemías Guerra     |
| 2022  | Cristopher Miranda | Bredio Ruiz        | Roberto Herrera     |
| 2023  | Bredio Ruiz        | Roberto Herrera    | José Pitti          |
| 2024  | Michael Caballero  | Cristopher Vargas  | Kevin Almanza       |
| 2025  | Michael Caballero  | Cristopher Vargas  | Kevin Almanza       |

Multi-titrés
- 2 : Franklin Archibold, Michael Caballero

### Podiums du contre-la-montre
| Année | Vainqueur          | Deuxième           | Troisième          |
| ----- | ------------------ | ------------------ | ------------------ |
| 2009  | Ramón Carretero    | Moisés Sánchez     | Guajardo Pandiella |
| 2011  | Ramón Carretero    | José Rodríguez     | Nicolás Tenorio    |
| 2012  | David Pareja       | Jorge Castillo     |                    |
| 2013  | Javier Ríos        |                    |                    |
| 2014  | Roberto González   | Alcides Miranda    | Carlos Arauz       |
| 2015  | Roberto González   | Luis Pérez         | Carlos Arauz       |
| 2016  | Rubén Samudio      | Carlos Samudio     | Jonathan Coffre    |
| 2017  | Franklin Archibold | Christofer Jurado  | Alex Strah         |
| 2018  | Franklin Archibold | Carlos Samudio     | Bolívar Espinosa   |
| 2019  | Carlos Samudio     | Abdul Lorenzo      | Joseph Samudio     |
| 2020  | Joseph Samudio     | Eliot Saldaña      | Roberto Herrera    |
| 2021  | Roberto Herrera    | Hernán Águilar     | Eliot Saldaña      |
| 2022  | Nehemías Guerra    | Roberto Herrera    | Cristopher Miranda |
| 2023  | Cristopher Miranda | Pablo Vásquez      | Bredio Ruiz        |
| 2024  | Hassan Chan        | Cristopher Miranda | Michael Caballero  |
| 2025  | Cristopher Vargas  | Michael Caballero  | Kevin Almanza      |

Multi-titrés
- 2 : Roberto González, Ramón Carretero, Franklin Archibold

## Juniors Hommes

### Podiums de la course en ligne
| Année | Vainqueur        | Deuxième            | Troisième             |
| ----- | ---------------- | ------------------- | --------------------- |
| 2010  | Amavence Ramírez | Nicolás Tenorio     | José Luis Castillo    |
| 2018  | David Grajales   | Bredio Ruiz         | Jonathan Oliva        |
| 2019  | Bredio Ruiz      | Alberto Ramírez     | Eduardo Miranda       |
| 2020  | José Pitti       | Jorge Luis Jaén     | Cristian Ruiz         |
| 2021  | Josué Jiménez    | Edgar Guillén       | Cristopher Miranda    |
| 2022  | Josué Solís      | Owen Herrera        | José Antonio González |
| 2023  | Jeremy Obando    | Cristian Muñoz      | José Morales          |
| 2024  | Carlos Jaén      | Juan Daniel Atencio | Jahaziel Martínez     |
| 2025  | Boris Caballero  | José Castellanos    | Cristhian Guerra      |

### Podiums du contre-la-montre
| Année | Vainqueur         | Deuxième           | Troisième        |
| ----- | ----------------- | ------------------ | ---------------- |
| 2018  | David Grajales    | Eliot Saldaña      | Bredio Ruiz      |
| 2019  | Edward Goddard    | Eduardo Miranda    | Hernán Águilar   |
| 2020  | José Pitti        | Cristopher Miranda | Johan Santamaría |
| 2021  | Felipe Chan       | Pedro Herrera      | Josué Jiménez    |
| 2022  | Owen Herrera      | Alexander González | Josué Solís      |
| 2023  | Cristian Muñoz    | José Morales       | Yovani Pimentel  |
| 2024  | Jahaziel Martínez | Bryan Phillips     | Yovani Pimentel  |
| 2025  | Jahaziel Martínez | Bryan Phillips     | Didier Ríos      |